# Карманово (Смоленская область)
 Карма́ново — село в Смоленской области России, в Гагаринском районе. Расположено в северо-восточной части области в 32 км к северу от районного центра, на берегу реки Яуза. Население — 2230 жителей (2016 год). Центр Кармановского сельского поселения.

## История
С начала XVII столетия до 1880-х годов Карманово принадлежало князьям Голицыным, пожалованное им за особые заслуги. В усадьбе был организован парк площадью 23 га. Здесь существовал сыроваренный завод, мельница; в 1830 году на первой губернской выставке сельскохозяйственной продукции в Смоленске Голицыны продемонстрировали сыр «на манер швейцарского». А в 1831 году князь А. А. Голицын открыл миткалевую мануфактуру. В 1838 году князем Алексеем Алексеевичем Голицыным был построен каменный Введенский храм.
По данным справочника «Список населённых мест Российской империи по сведениям 1859 года» в селе Карманово значилось 35 дворов и 134 жителя; в селе была церковь, почтовая станция.
После продажи имения И. А. Синягину здесь была открыта «Северная больница»; в селе  проводились торги, 6 (19) августа устраивалась значительная ярмарка. В 1904 году — 186 жителей. В 1909 году в «Списке землевладельцев Гжатского уезда» наиболее значительным в Гжатском уезде было землевладение наследников купца Ивана Акакиевича Синягина — село Карманово Спасской волости. Управляла имением жена Синягина, Марфа Ивановна, которая жила, в основном в Сычёвке. В Карманово работал маслобойный завод, продукция которого продавалась в Бельгии, где у Синягиной было своё торговое место. М. И. Синягина занималась также разведением крупного рогатого скота, вывела сычёвскую породу коров. В районе парка, по её желанию, был разведён розарий.
В 1929—1960 годах было центром Кармановского района Смоленской области. От немецко-фашистских захватчиков полностью сожжённое немецкими войсками село было освобождено 23 августа 1942 года в ходе Ржевской битвы.

## Экономика
- Администрация и эксплуатирующая организация Вазузской гидросистемы.

## Достопримечательности
- Скульптура[1] на братской могиле 8500 воинов Советской Армии, погибших в 1941—1943 гг. в боях с немецкими войсками[2] (1979, скульпторы Н. В. Богушевская, Д. Ю. Митлянский, архитектор И. Арефьев)[3]. В этой братской могиле место упокоения поэта Николая Майорова[4].
- Старинный парк площадью 23 га.

## Люди, связанные с селом
- Капитан Волынкин, Василий Дмитриевич — командир 4-го батальона 129-й отдельной стрелковой бригады, погиб в боях за деревню Рябинки. Герой Советского Союза (посмертно)[5].
- Гвардии капитан Самохин, Константин Михайлович — командир батальона 1-й гвардейской танковой бригады, танкист-ас, погиб в бою у деревни Аржаники.

## Фотогалерея

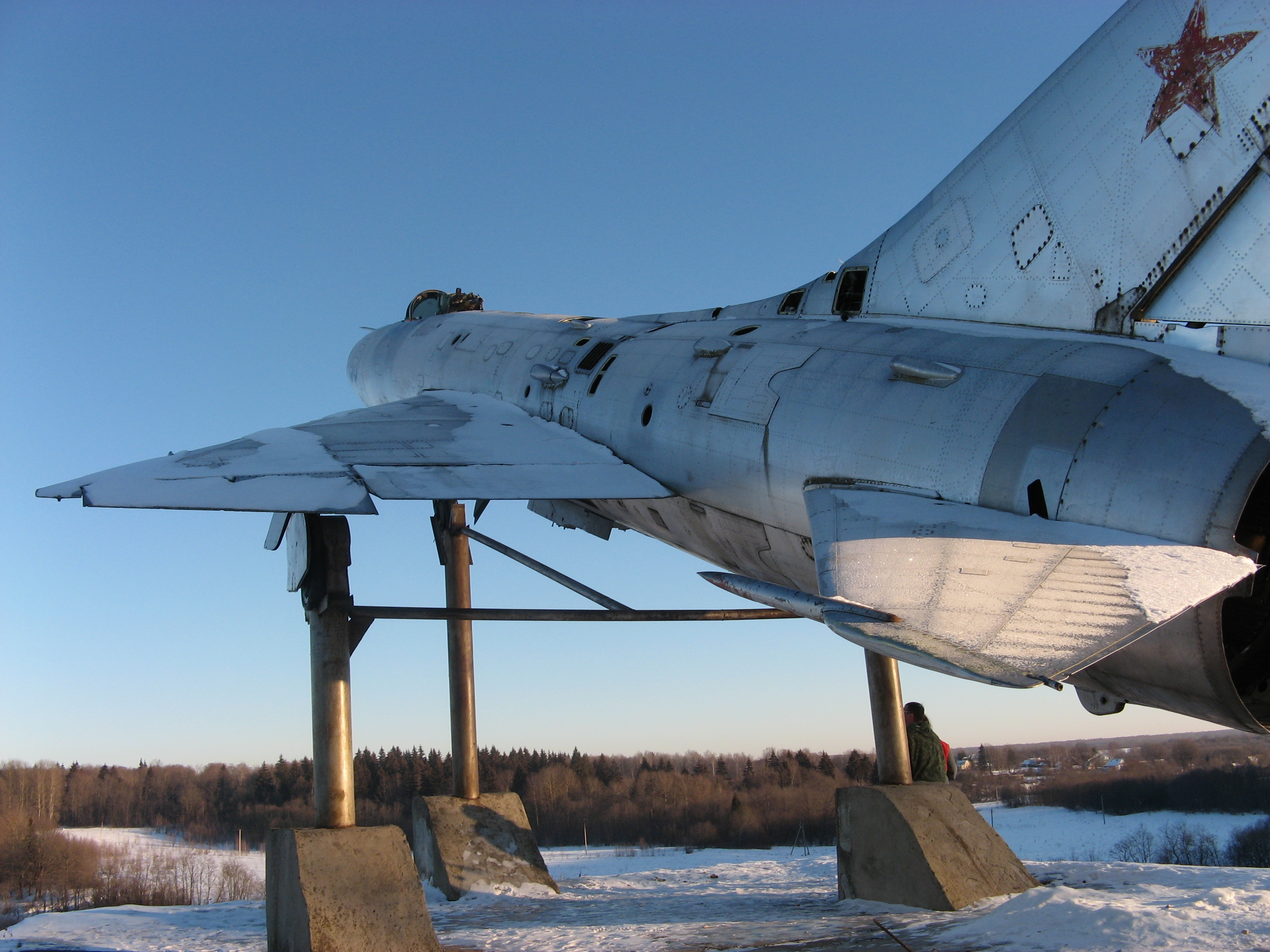
Самолёт на высоком берегу Яузы.
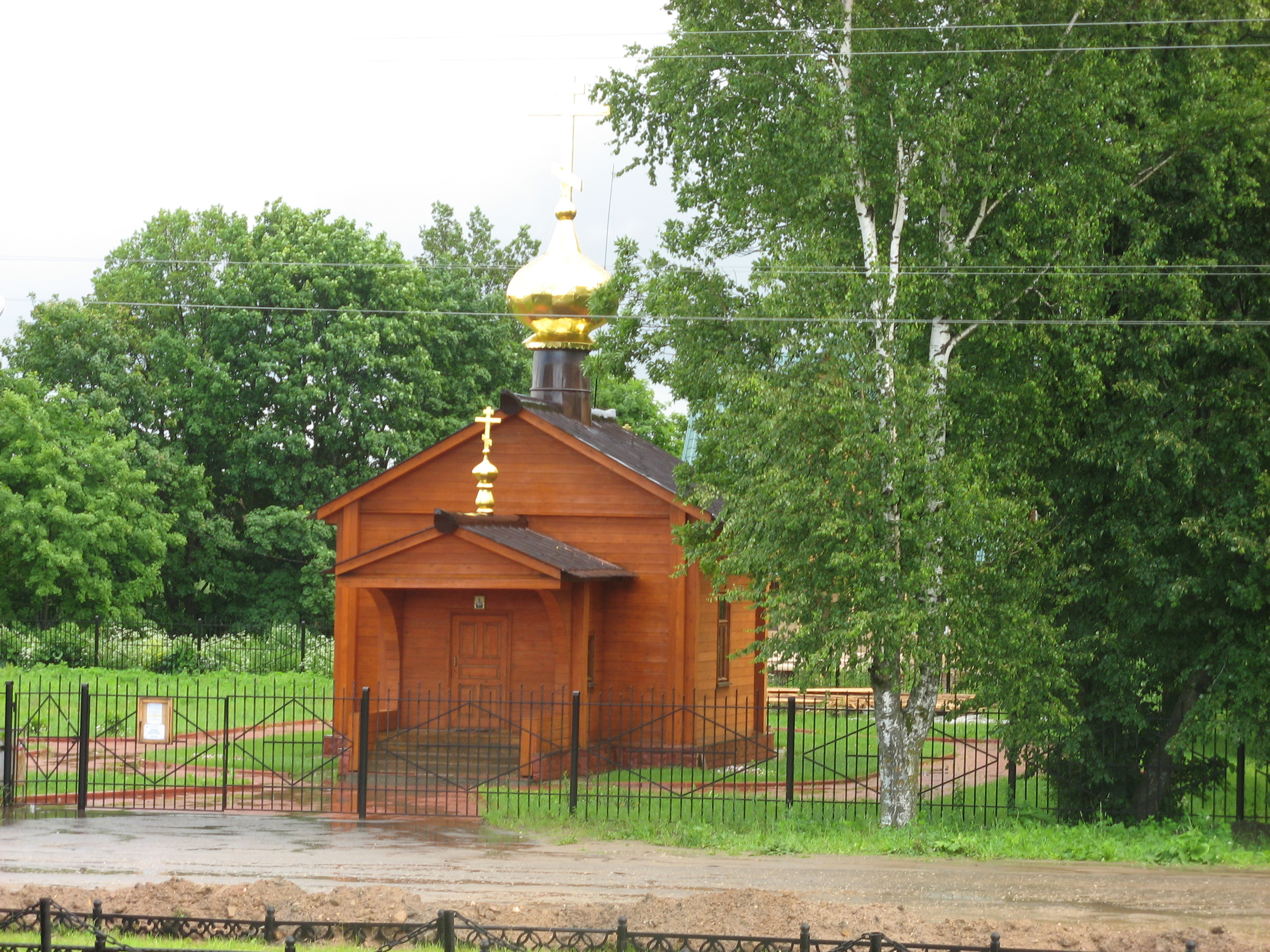
Храм во имя иконы Божией Матери "Всех скорбящих Радость".
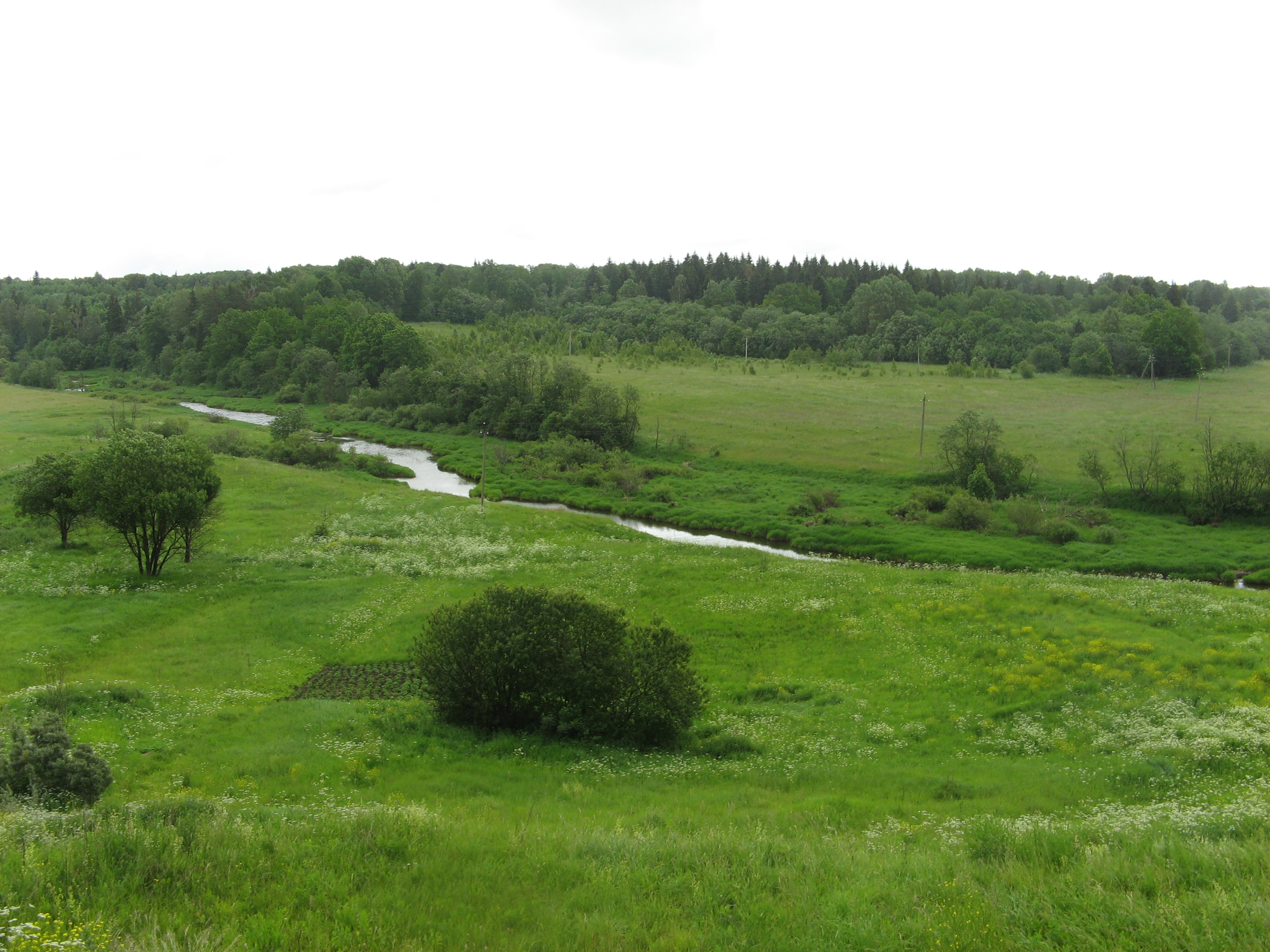
Яуза.